# JR貨物U22A形コンテナ
| U22A-1 |  | U22A-2 |
| U22A-1 |  | U22A-2 |

U22A形コンテナ（U22Aがたコンテナ）は、2005年度に登場した、日本貨物鉄道（JR貨物）輸送用として籍を編入している、12ft形の、私有コンテナ（有蓋コンテナ）である。
形式の数字部位 「 22 」は、コンテナの容積を元に決定される。このコンテナ容積22 m3の算出は、厳密には端数四捨五入計算の為に、内容積21.5 m3 - 22.4 m3の間に属するコンテナが対象となる。また形式末尾のアルファベット一桁部位「A」は、コンテナの使用用途（主たる目的）が「普通品の輸送」を表す記号として付与されている。

## 特記事項
ベースはJR貨物の19G形だが、屋根がかさ増しされ台形の見た目になった。

## 番台毎の概要

### 0番台
1, 2
センコー所有（三菱画像通信システム借受）、全高2,900 mm（規格外・ハローマーク = H ）、総重量6.8 t。コキ50000形式貨車積載禁止。コキ100系積載時、第3積載限界適用。
背高コンテナの代表形式である20D形コンテナと比べて300 mm高くJRコンテナの中では一番背が高い。上積禁止。
片妻・片側、L字二方向開き。
1は使用中だが、2は廃棄され、百済貨物ターミナル駅にある。